# Керегетас (Саркандський район)
Керегета́с (каз. Керегетас) — станційне селище у складі Саркандського району Жетисуської області Казахстану. Входить до складу Лепсинського сільського округу.
Населення — 7 осіб (2021; 14 у 2009, 3 у 1999).